# 彭迪先
彭迪先（1908年—1991年），四川眉山人，中华人民共和国政治人物。

## 生平
担任中国民主同盟四川省委员会主任委员、四川大学教授、经济系主任、校长。1951年8月至1952年10月，担任私立成华大学校长。1952年10月至1953年8月，担任四川财经学院临时校务委员会主任。1954年，当选第一届全国人民代表大会代表。